# László Béla (orvos)

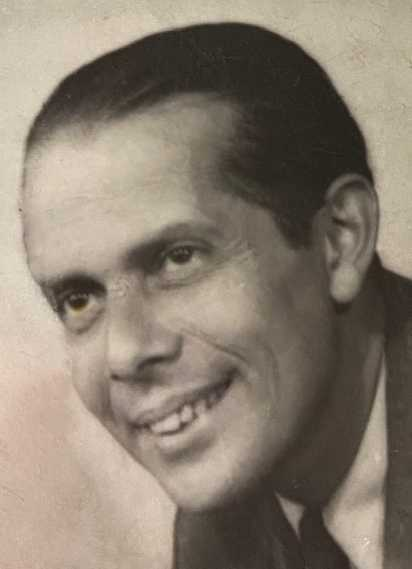
Dr. László Béla

László Béla (Pécs, 1905. február 27. – Budapest, 1973. január 5.) orvos.

## Családja
Édesapja Lőw Lajos (1857-1936) pécsi gázgyári tisztviselő, édesanyja Kaufer Gizella (1861- 1935) tanítónő. Bátyja László Ferenc író, műfordító, a Magyar Újságíró Szövetség alapító tagja, a Magyar Nemzet külpolitikai rovatvezetője 1950-ig.

## Életútja
Pécsi gimnáziumi évei után a numerus clausus ellenére azonnal felvételt nyert a híres, Nagy Lajos által alapított pécsi Tudományegyetem orvosi karára, ahol 1929-ben szerezte meg orvosi diplomáját. 1929-től 1934-ig Kerepesen körorvosként működött. Bár a belgyógyászat érdekelte, ekkoriban fogat is húzott, szülést is vezetett. Öt év általános orvosi gyakorlat után díjtalan gyakornoki állást kapott az Apponyi Albert (később Szövetség utcai) Kórház II. Belgyógyászati Osztályán, amelyet Engel Károly főorvos vezetett. Ekkor ébredt a kardiológia iránti vonzódása, mely egész szakmai útján végigkísérte.
1942-1944 között munkaszolgálatos, Sopronkőhidáról meggyötörve, de optimista lélekkel tér vissza Budapestre.
1945 után továbbra is a Szövetség utcai Poliklinikán dolgozik, közben munkahelyén kardiológiai rendelést vezet, ahol részben nagynevű kollégái - akiket akkor politikai okokból egyetemi tanszék helyett ide helyeztek (például prof. dr. Horay Gusztáv szemész) - valamint betegei sora erősítették hitét a gyógyításban.
1948-tól a MÚOSZ (Magyar Újságírók Országos Szövetsége) VII. kerületi belgyógyász orvosa, így betegei közé sorolta - legnagyobb örömére - majd az egész újságíró-társadalmat, mivel munka és lakóhelyéről körzeti kötelezettségben karnyújtásnyira volt a VII. kerületi Atheneum Nyomda, a Szabad Nép székház és nem utolsósorban a New York palota, ahol többek közt a Magyar Nemzet, a Film Színház Muzsika, az Élet és Tudomány, az Ez a divat, a Muzsika és az Élet és Irodalom szerkesztősége volt. Rendelésein rendszeresen írók, újságírók ültek várójában és az orvos-beteg kapcsolat az évtizedek során gyakran szoros barátsággá alakult.
Részt vesz a TIT (Tudományos Ismeretterjesztő Társulat) előadássorozatában, népszerűsít az Élet és Tudományban és betegei nemritkán a Magyar Rádióban és megszólaltatják (az akkori szabályoknak megfelelően szigorúan név nélkül). 1965-től 1973-ban bekövetkezett hirtelen haláláig a Korányi Frigyes és Sándor Kórház osztályvezető főorvosa.

## Fontosabb írásai
-Cikkek, előadások, tanulmányok Orvosi Hetilap és Wiener Klinische Wochenschrift közlésében.
-Tanulmány az akkor induló, talán első béta-blokkoló, az Inderal vizsgálatára: László, Béla; László, Katalin: Therapeutische Erfahrungen bei den klinischen Anwendung von Inderal (Propranolol). Wiener Klinische Wochenschrift, 1967.
-A szívbetegségekről – Monográfia -TIT Szabadegyetem, 1954.
-Reumás láz és szívbetegségek – Monográfia – TIT Szabadegyetem, 1954.
-Újabb klinikai adatok a szívizom anyagcserezavaraihoz, Értekezés, 1960.
-Ideges eredetű szívzavarok – Medicina Könyvkiadó, 1965.